# ポリアミンオキシダーゼ (プロパン-1,3-ジアミン形成)
ポリアミンオキシダーゼ (プロパン-1,3-ジアミン形成)(polyamine oxidase (propane-1,3-diamine-forming))は、次の化学反応を触媒する酸化還元酵素である。
スペルミジン + O2 + H2O {\displaystyle \rightleftharpoons } プロパン-1,3-ジアミン + 4-アミノブタナール + H2O2
反応式の通り、この酵素の基質はスペルミジンとO2とH2O、生成物はプロパン-1,3-ジアミンと4-アミノブタナールとH2O2である。
組織名はspermidine:oxygen oxidoreductase (propane-1,3-diamine-forming)で、別名にMPAO、maize PAOがある。